# Derocardia acutipennis
Derocardia acutipennis är en kackerlacksart som beskrevs av Henri Saussure 1895. Derocardia acutipennis ingår i släktet Derocardia och familjen jättekackerlackor. Inga underarter finns listade i Catalogue of Life.